# Iwo Odrowąż
Iwo Odrowąż armoiries Odrowąż, né entre 1170 et 1180 à Końskie et mort le 21 août 1229, près de Modène, fut chancelier du duc de Cracovie et de Sandomierz Lech le Blanc (1206-1218) et évêque de Cracovie (à partir de 1218).

## Biographie
Dans sa jeunesse, Iwo Odrowąż séjourna à Paris et en Italie, où il étudiait. Il fut très influencé par la communauté scientifique parisienne, notamment la maison des chanoines réguliers de Saint Victor. Tout au long de sa vie, il noua de nombreuses relations avec les intellectuels européens. 
En 1215, il participa au IVe concile du Latran convoqué par le pape Innocent III, en compagnie de l’archevêque de Gniezno Henryk Kietlicz. Chancelier du duc de la Petite-Pologne Lech le Blanc, Iwo Odrowąż collabora avec Henryk Kietlicz, pour mener à bien les réformes grégoriennes de l'Église catholique en Pologne. Elles consistaient à introduire le célibat pour les prêtres, à libérer le clergé du contrôle de la cour laïque, à obtenir la liberté fiscale dans les biens de l'église et à empêcher le prince d'influencer le choix de l'évêque.

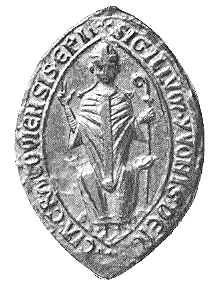
Sceau d'Iwo Odrowąż.

En 1218, Iwo Odrowąż devint évêque de Cracovie, succédant à Wincenty Kadłubek. Un an plus tard, après la mort de Kietlicz, le pape Honoré III voulait le nommer archevêque de Gniezno mais Odrowąż repoussa cette offre. En 1222, il convainc saint Dominique de Guzmán d’installer son ordre en Pologne. Les premiers moines dominicains s'installèrent à Cracovie en 1223, parmi lesquels son neveu saint Hyacinthe (Jacek) Odrowąż, qui sera déclaré saint en 1594. 
Après la mort de Lech le Blanc, le dernier duc de Cracovie ayant reçu autorité sur tous les duchés polonais dans la dispute du trône de Cracovie, Iwo Odrowąż soutint le duc de Wrocław Henri Ier contre Conrad Ier de Mazovie.
Iwo Odrowąż fonda des hôpitaux et des écoles ainsi que de nombreuses églises : à Końskie, Luborzyca, Wawrzeńczyce, Dzierążnia, Gołaczów et Daleszyce ainsi que l'église du Saint-Esprit et l'église de la Sainte-Croix à Cracovie. Il fonda également les monastères cisterciens à Sulejów, Wąchock et Mogiła (aujourd'hui quartier de Cracovie), monastère dominicain à Cracovie et une abbaye norbertine à Imbramowice, 
Il mourut le 21 août 1229 en Italie où se rendit pour rencontrer le pape Grégoire IX.  Sa dépouille fut ramenée en Pologne par des Dominicains et il est inhumé à Cracovie, dans l’église de la Sainte Trinité. 
Iwo Odrowąż était propriétaire de la plus ancienne bibliothèque privée polonaise (32 livres de contenu théologique, juridique et historique achetés à l'étranger), qu'il a léguée à la cathédrale du Wawel dans son testament. Jusqu'au début du XIXe siècle, l'évêque Iwo Odrowąż était vénéré comme un bienheureux. 